# Годинник реального часу

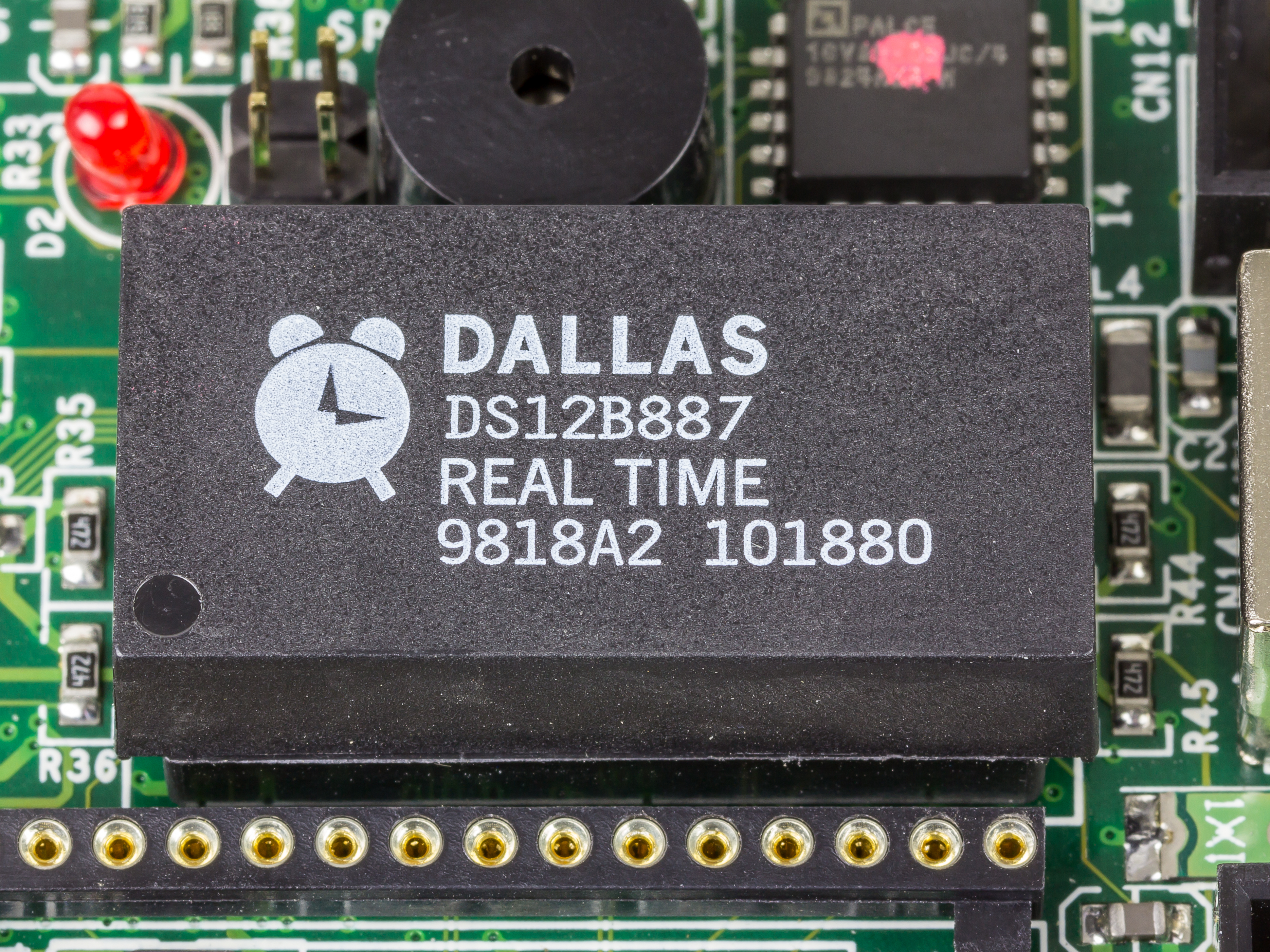
Годинник реального часу виготовлений компанією Dallas

Годинник реального часу (англ. real-time clock, RTC) — комп'ютерний годинник (найчастіше у вигляді інтегральної схеми), який відстежує поточний час. Хоча цей термін часто відноситься до пристроїв в персональних комп'ютерах, серверах і вбудованих систем, такі годинники присутні практично в будь-якому електронному пристрої, де необхідно відстежувати точний час.

## Термінологія
Термін використовується для того, щоби уникнути плутанини із тактовими сигналами, які тільки керують цифровою електронікою і не розраховує час в одиницях що зазвичай використовують у житті. Годинник реального часу не слід плутати з системою реального часу.

## Завдання
Попри те, що відстежувати реальний час можна й без годинника реального часу, його використання має свої переваги:
- Низьке енергоспоживання (це важливо при роботі від альтернативного джерела живлення)
- Звільняє основну систему для термінових завдань
- Іноді є точнішим, ніж інші методи

Використовується також для швидшого запуску GPS навігатора, при обчисленні реального часу.

## Джерела живлення

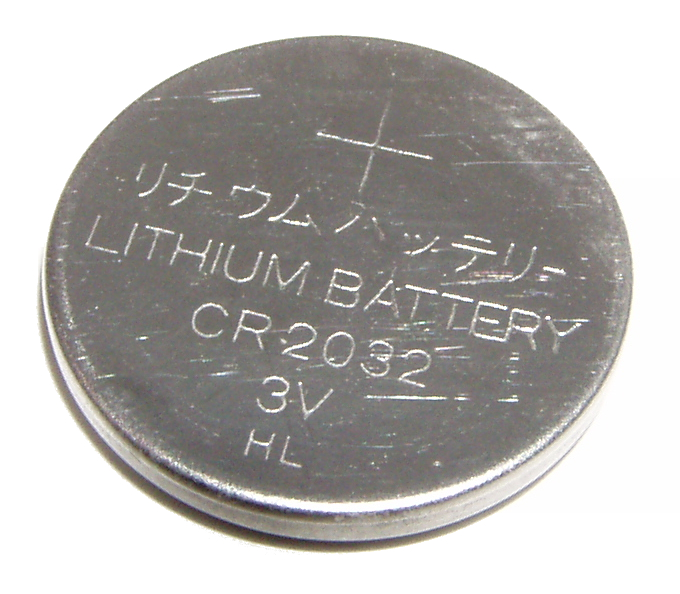
Батарейка CR2032

## Приклади

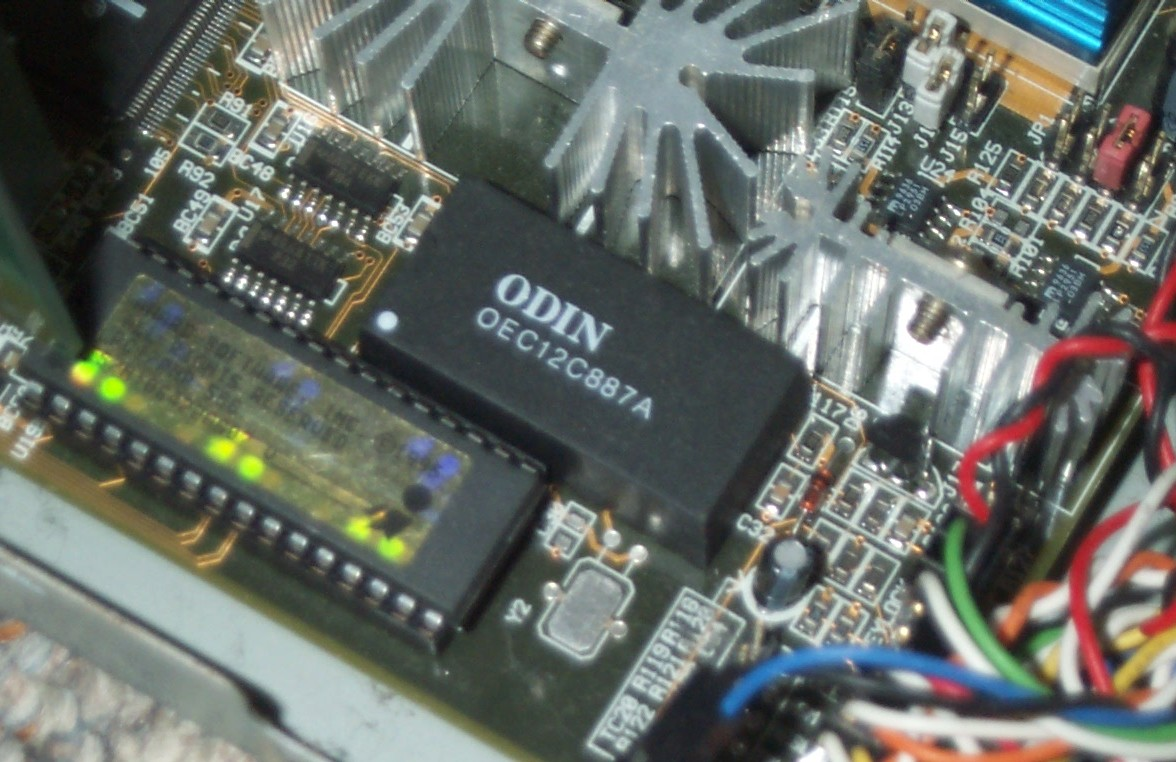
Мікросхема під назвою ODIN